# Bethmale (formatge)
El bethmale és un formatge de pasta premsada no cuita fet amb llet de vaca i originari de la vall de Bethmale, a l'Arieja, França. Forma part de la família dels tomes des Pyrénées centrales.
És el formatge de llet crua de vaca més conegut dels Pirineus. És semblant al moulis, el bamalous o el barousse. Tots ells s'elaboren amb llet de vaca o ovella i es troben al mercat de Saint-Girons el dissabte el matí. Altres formatges similars de la regió serien l'ercé, l'ouset i l'esbareich.

## Història

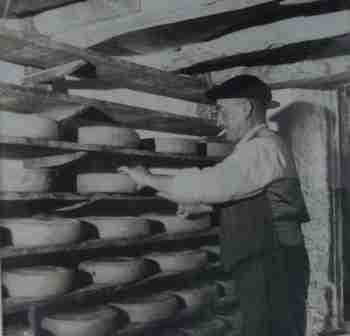
Maduració del formatge bethmale

Rep el nom del poble on es produeix a la regió de Couserans, del comtat de Foix. La llegenda diu que va ser un dels preferits del rei Lluís VI de França, qui va passar per la zona al segle xii.

## Elaboració
Durant el període de maduració que dura entre 5 i 6 mesos, es va raspallant i se li dona la volta periòdicament, fet que li dona al formatge la crosta de color taronja i l'ajuda a obtenir una pasta cremosa i afruitada, lleugerament dolça.

## Característiques
Té aromes terrosos de fongs que et recorden la granja. La suau textura de l'escorça raspatllada li dona una resplendor rosada i una pasta semidura, amb diminuts orificis. El sabor és únic, amb un pessigolleig a la llengua, però, suau i gust d'anous com a sensació global. Aquests formatges són rarament vistos fora de la seva regió immediata.